# Schlafende Hunde
Schlafende Hunde (Сплячі собаки) (разом із EP Hundstage ("Дні собак")) - це концептуальний альбом німецького гурту Janus, у якому йдеться про суперництво двох братів за прихильність однієї жінки. Кожна пісня розповідає частину історії - через це CD поділений на три частини відповідно до ходу розповіді.

## Оформлення
Атмосфера та історія альбому стає чітко зрозумілою вже з оформлення. На створеній Олівером Шлеммером обкладинці протагоніст майже усіх пісень, безіменний містер Драун (Mr. Drown), стоїть на пірсі озера уночі і вдивляється у поверхню води, поряд лише одне слово - „JANUS“. На звороті містер Драун зображений потопаючим у воді. Він опускається вниз, за напрямком погляду, а на схематичному блідому малюнку над ним інша його постать так само дивиться, але тепер вгору, до поверхні води. У буклеті із 12 сторінок знаходяться тексти пісень, що також супроводжуються ілюстраціями Шлеммера в стилі нуар, які відображають перебіг історії.
Фотограф Marc Beisinger зобразив історію Schlafende Hunde у комплекті фото.
Роком пізніше з'явився EP Hundstage, який поряд з трьома новими піснями (Bruderkuss, Kopf in Flammen, Tag für Tag), що поглиблюють історію альбому, включає початкову версію Hotel Eden та три пісні в аранжуванні інших митців.
У 2014 було видано „Deluxe-версію“, де поряд з основними треками альбому та ЕР було показано перероблені пісні та демо-версії (Wasserleichen); з'явився також і новий трек: Mit leeren Händen. Монументальна оркестральна робота за хронологією знаходиться після композиції „Rorschach“ у першому акті та продовжує історію концептуального альбому. Лімітована версія також містить карти Роршаха з фіктивними діагнозами психіатра.

## Зміст
Історія Schlafende Hunde на CD в ахронологічному порядку розповідає про теперішнє і минуле. Для розуміння у буклеті до кожного тексту додано фіктивні дату та час подій пісні. На колишньому вебсайті Janus можна знайти інформацію про персонажів та хід історії у періодах між піснями.
У хронологічному порядку (CD починається з третьої частини):

### Дім божевільних (Das Tollhaus)
Безіменного протагоніста цієї історії називають містер Драун. Він закоханий у повію на ім'я Верóніка („Tag für Tag“ з EP "Hundstage"), яка поставила перед собою завдання - вибратись із бідності. Містер Драун впевнений, що Верóніка відповідальна за спасіння його душі („Mein krankes Herz“) і вчиняє на вечірці („Das Fest“) вбивство, думаючи, що мусить врятувати її із рук іншого чоловіка. Налякана його вчинком Вероніка все ж слідує за Драуном. Він шукає притулку у свого чесного і добросовісного брата, якому нічого не відомо про події до того. Він не знає про минуле Вероніки і врешті-решт також закохується у дівчину. Вона відповідає йому взаємністю, адже цінує ніжну натуру брата Драуна. Самого містера Драуна Вероніка боїться і вважає невдахою. Той починає ревнувати і почуває себе обманутим („Reptil“). Він намагається за допомогою алкоголю й медикаментів зменшити свій біль і знайти у борделі заміну Вероніці („Hotel Eden“). Його лють нестримно росте.

### Оболонки люті (Die Schalen des Zorns)
Вероніка і брат містера Драуна стають парою. Драун клянеться помститись, вважаючи себе жертвою інтриги („Verflucht“). Незабаром чоловік намагається поговорити з братом, щоб переконати його, що Вероніка не підходить йому. Докази Драуна неточні, що пробуджує у братові лють та недовіру. Доходить до сварки („Bruderkuss“ із EP Hundstage), після якої Драун покидає дім брата. Лише тепер ми чуємо голос Вероніки („Veronica“). Вона намагається зменшити масштаби конфлікту, раз і назавжди відмовляє Драуну. Вероніка каже, що він мусить перестати ставати між нею та його братом, адже той справді її кохає, не знаючи про її минуле. Вона ніколи не просила містера Драуна про допомогу, він є лише перешкодою, каменем на шиї. Також у неї з'являється відчуття, наче вона пробудила сплячих собак. Однак містер Драун не заспокоюється, він впевнений у власній правоті. Чоловік запрошує Вероніку прогулятися вночі на березі озера за містом, аргументуючи це тим, що лише так буде створена необхідна атмосфера. Йому тяжко приховати своє бажання помсти і врешті-решт воно виходить на волю. Драун приводить дівчину до води і каже, що звітди він чує голоси, які розповіли йому все про гріхи Вероніки. Урешті-решт він чіпляє Вероніці на ногу мармурову кулю („Klotz am Bein“) і, проклинаючи, скидає у хвилі. Він бажає їй здобути спокій на дні озера („Schlafe gut“) і передчуває, що піде слідом за нею. Тепер йому починають ввижатися параноїдальні марення:

### Ліс самовбивць (Der Wald der Selbstmörder)
Містер Драун чує уві сні, як Вероніка кличе його до себе (Kommt herunter), як вона намагається заманити його у хвилі. Він шукає допомоги у психіатра (Rorschach), якого пізніше вбиває, щоб приховати нібито розкрите ним вбивство Вероніки (Kopf in Flammen із EP Hundstage). В той же час він розповідає своєму братові, що Вероніка його покинула й була проституткою. Це знищує брата, хоч як містер Драун і не намагається його відволікти. Урешті-решт брат Драуна стріляє собі в голову на Новий Рік, чинячи самогубство (Gescheitert). Після його похорону із містером Драуном говорить повія Готелю "Едем". Вона намагається шантажувати його, бо знає про вбивство на озері. Містер Драун обіцяє їй притулок і потім вбиває (Mit leeren Händen з Deluxe версії 2014).
Після того, як містер Драун втратив усе, що цінував у житті, знищив усі пункти повернення, він не розуміє, для чого жити далі. Його неначе притягує замерзле озеро, де колись загинула Вероніка. Він бродить по льоду, звертаючись до померлої, шукає її лице під льодом і врешті-решт провалюється. Він тоне, його тягне на глибину, йому примарюються брат та Вероніка (Unter dem Eis). Драун помирає, відтепер він один на дні озера, змушений вічно переосмислювати вчинене.